# Щенок (Алиса в Стране чудес)
Щенок (англ. Puppy) — персонаж книги Льюиса Кэрролла «Алиса в Стране чудес». Появляется в четвёртой главе «Билль вылетает в трубу».

## В книге Кэрролла
Когда Алиса, героиня книги, уменьшается до крошечного размера и убегает в сад Белого Кролика, она встречает Щенка. Он кажется ей огромным, но на самом деле это щенок нормального размера. Алиса, опасаясь гигантского щенка, пытается отвлечь его палочкой и делает вывод, что «играть с ним <…> всё равно, что играть с ломовой лошадью — того и гляди, погибнешь под копытами». Щенок весело лает, бегает за палкой, но вскоре устаёт и ложится немного вздремнуть. После этого Алиса убегает от него, немного сожалея о том, что больше его не увидит.

«А щенок-то какой чудесный! — сказала задумчиво Алиса».
Мартин Гарднер, комментатор «Алисы в Стране чудес» и «Алисы в Зазеркалье» приводит сцену встречи Алисы с Щенком как яркий пример инверсии, которая характерна для созданного Кэрроллом мира нонсенса: «вместо большой девочки и маленького щенка — маленькая девочка и большой щенок».

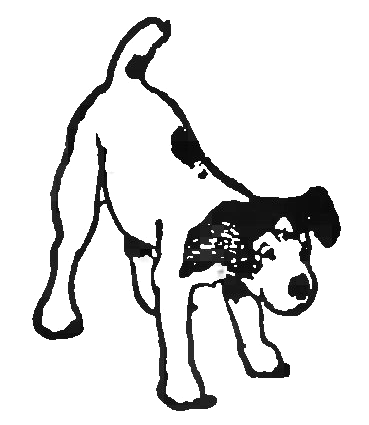
Иллюстрация Чарльза Робинсона (1907)

Критиками не раз отмечалось, что Щенок ― единственный персонаж в Стране Чудес, который ведёт себя в точности как животное и не разговаривает с Алисой. Одно из предлагавшихся объяснений заключается в том, что он каким-то образом проник в её сон из реального мира.
Встреча Алисы со щенком весьма значима, поскольку демонстрирует, что, несмотря на существенную разницу в размерах, Алиса стремится контролировать ситуацию. Ей хочется управлять щенком и заставлять его выполнять трюки по её команде. Это помогло бы ей избавиться от страха, что более крупное животное может причинить ей вред. Желание Алисы быть крупнее в этой ситуации может быть связано не только с её физическими размерами, но и с тем, что она стремится обрести контроль в мире, который кажется ей хаотичным и непредсказуемым. Неспособность Щенка разговаривать с Алисой, подобно другим животным Страны Чудес, показывает, что он не представляет для неё реальной опасности, в отличие от таких персонажей, как Белый Кролик или Ящерка Билль, которые обладают даром речи и разумом.
Сохранились наброски самого Льюиса Кэрролла, изображающие разных персонажей Страны Чудес, в том числе и Щенка. Впоследствии иллюстрация Джона Тенниела придала сцене настоящий драматизм: крошечная Алиса противостоит колоссу-щенку. Роуз Ловел-Смит полагает, что Тенниел придавал этой сцене особое значение: иллюстрация отличается особенно большими размерами, занимая почти всю страницу и создавая впечатление отдельного самодостаточного произведения.
На иллюстрации Тенниела собака напоминает терьера.

## В экранизациях

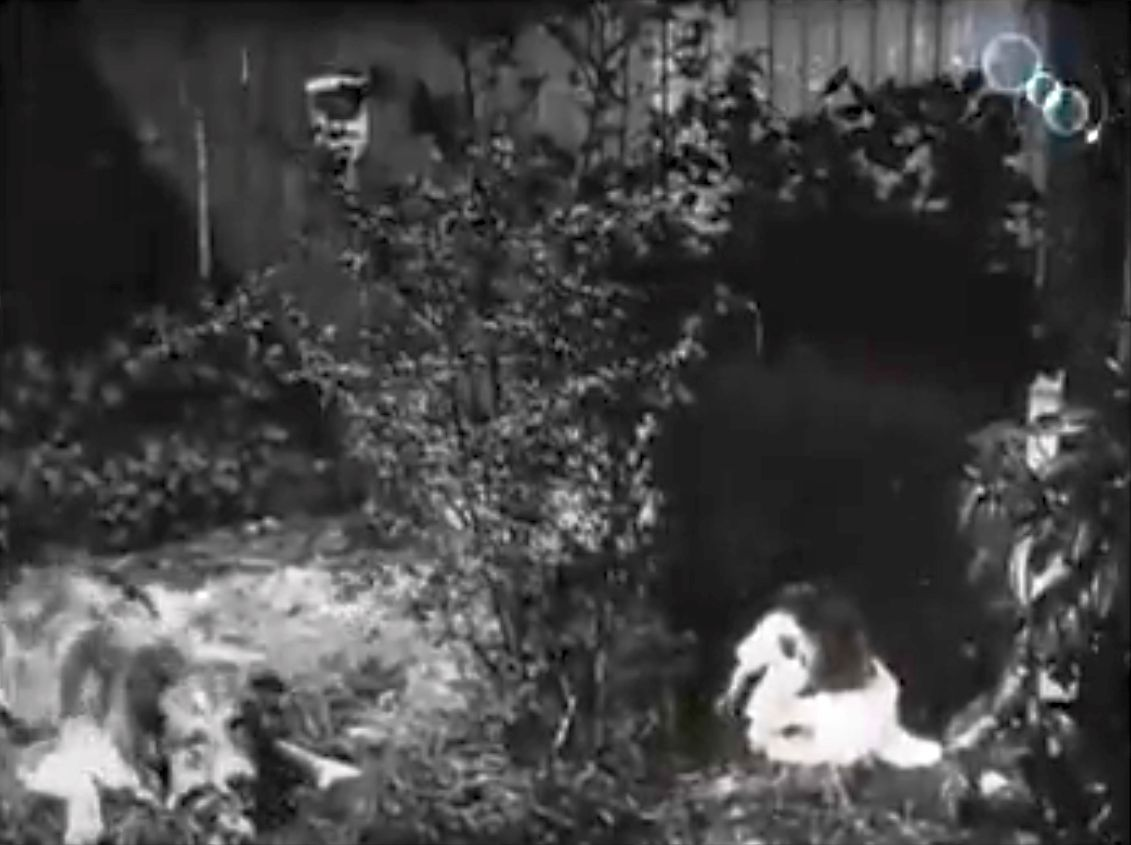
Скриншот из фильма Alice in Wonderland (1903) — Когда Алиса вышла в сад, она увидела Щенка (слева внизу кадра)

В фильме 2010 года «Алиса в Стране чудес» режиссёра Тима Бёртона вместо Щенка фигурирует ищейка по имени Баярд, которую озвучивает Тимоти Сполл. По сценарию фильма Червонный Валет шантажировал Баярда, заставляя выслеживать Алису и помогать в аресте Безумного Шляпника. Алиса планировала спасти Шляпника, который был заключен в тюрьму Чёрной Королевой; после того как эта миссия закончилась провалом, Баярд ведёт Алису в замок Белой Королевы.
Баярд также появляется в сиквеле 2016 года «Алиса в Зазеркалье», снова озвученном Споллом. Щенячью версию персонажа озвучивает Кайл Хеберт.
В немом фильме «Алиса в Стране чудес», снятом в 1903 году, примерно на третьей минуте вместо щенка появляется собака нормального размера.